# Polyblastus pedalis
Polyblastus pedalis är en stekelart som först beskrevs av Cresson 1864.  Polyblastus pedalis ingår i släktet Polyblastus och familjen brokparasitsteklar. Arten är reproducerande i Sverige. Utöver nominatformen finns också underarten P. p. carbonator.